# Szocreál építészet Magyarországon
Az alábbi oldal a szocialista realista stílusú, vagy a köznyelvben elterjedt szocreálnak, sztálinista építészetnek rövidített építészet magyarországi megjelenését (1950-es évek) mutatja be. Néhol sztálinbarokként is hivatkoznak rá, amely azért pontatlan, mert nem csak a barokk, hanem az egyiptomi és klasszicista építészetből is merített a stílus. Létezik olyan megközelítés is, amely nem stílusként, hanem pusztán csak alkotómódszerként tekint a szocreálra.

## Története

### Előzményei
A 20. század elején felében még a történeti stílusokra épülő historizáló építészet volt a meghatározó Magyarországon (a rövid életű szecessziós és premodern mozgalmak mellett). A két világháború közötti időben (1920–1945) továbbéltek a historizáló törekvések, ezt újhistorizmusnak vagy neoeklektikának szokták nevezni.
Ebben az időszakban ugyanakkor elkezdett külföldi minták alapján kibontakozni a dísztelen, egyszerű formákra épülő korai modern építészet is, az 1920-as években magánépületeknél, az 1930-as években már középületeknél is.
A modern stílus túlélte a második világháborút, az 1940-es évek végén minden építész ennek bűvöletében élt és dolgozott („érett modern”). Ekkor azonban a szovjet megszállás és szovjet mintájú diktatúra (Rákosi-korszak) alatt álló Magyarországon a szovjet eredetű szocialista realista építészet kezdett elterjedni. Ennek lényegét általában úgy határozták meg, hogy „tartalmában szocialista, formájában nemzeti”. Valójában a historizmus bizonyos fokú utóéletéről van szó. Elsősorban klasszicista, néhol barokk elemeket idéznek fel az épületek.
1948-ban Major Máté építész az Elméleti kérdések az új építészeti irányzatról című írásában jelölte ki az új utat a magyar építészet számára, amely szerint kell hogy legyenek olyan épületek, amelyre jellemző a „monumentalitás, amely az országot felépítő dolgozók dicsőségét hirdeti“.

### Virágzása
A szocreál építészet korszaka alig 1 évtizedet ölelt fel Magyarországon az 1940-es évek végétől (esetleg 1948-tól) az 1950-es évek második feléig (egyes kutatók szerint csak 1951 és 1955 között).
1951-ben volt egy építészeti vita, amelynek keretében a reformkort ismerték el haladó időszaknak, illetve annak stílusát, a klasszicizmust.
A magyar szocreál építészet legösszefogottabban az új, városrész méretű lakótelepek építésénél, új városok telepítésénél (a mai Dunaújváros (régen Sztálinváros, Dunapentele) és városközpontja) bontakozott ki. Kialakulását az adott politikai-ideológiai elvárások mellett a megnövekedett társadalmi igények (lakáshelyzet, iparosítás, migráció) és a magyar építőipar szakmai, technológiai tradíciói, illetve kapacitása közti ellentétek is táplálták. Erősen archaizáló és eklektizáló irányzat volt. Az ebben a stílusban létrehozott épületeket a köznyelv gúnyosan „sztálinbarokk” jelzővel illeti.
A közbeszédben a szocreált gyakran összemossák az 1960-as évek konszolidálódó közhangulatában kibontakozó későmodern, illetve szocialista modernizmus nevű építészeti stílusokkal, továbbá a későmodern (szocmodern) alstílusaival, pl. a panelépítészettel, a brutalizmussal vagy a későmodern betonépítészettel.
Az alkotók néhol nem közvetlenül szovjet minták, hanem pl. a két világháború közötti skandináv építészetből inspirálódtak (pl. BME R, T, H épületek, Kohóipari Tervező Intézet).
Szocialista realista stílusban kezdett felépülni az 1950-es években Dunaújváros.
Olykor azért is emeltek ilyen stílusban épületeket, hogy beleolvadjanak történelmi környezetükbe (pl. a Budai Várnál).
Az 1950-es évek végén (a Szovjetunióban is) az építészek visszatértek a modern irányzathoz, annak új, „későmodern”-nek nevezett korszakát nyitva meg. A modernhez való fokozatos visszatérés egyes források szerint már 1955-ben megkezdődött. Az 1958-as évet Kovács Dániel művészettörténész már a modern időszak éveként tartja számon, bár a Nagy Lajos király úti lakótelep III., részben még szocreál hatásokat mutató ütemének terve ekkor készült el.

## A szocreál építészet jellemzői
Az épületeknél a következő elemek bukkanhatnak fel (nem szükségszerűen):
- monumentalitásra törekvés[19]
- népies elemek kihangsúlyozása[19]
- magastető[20]
- óriáspilaszterekkel kiemelt középső szekciók[21]
- egyiptizáló bejáratok[21]
- oszlopos árkádok[22][23]
- palmettás,[24] akantuszleveles[25] vagy dór stílusú[26] oszlopok, pilaszterek
- díszes könyöklők[10]
- kváderes lábazatok[27]
- „piano nobile” nagypolgári ablakok[28]
- pirogránit díszburkolatok[29]
- műkő díszek[30]
- fogrovatos párkányzatok[27]
- boltíves-,[10] vagy szögletes kőkeretes kapuk[27]
- mészkő frízek[31]
- kovácsoltvas elemek[30]
- lépcsőházi mozaikok[32]
- kazettás mennyezetek[33]
- domborművek[19][23][25][34]
- meandersorok[35]
- zászlós címertáblák[35]
- timpanonos cseréptetők[36]
- díszerkélyek[19]
- (szocreál stílusú) szobrok

### Részleges szocreál hatások

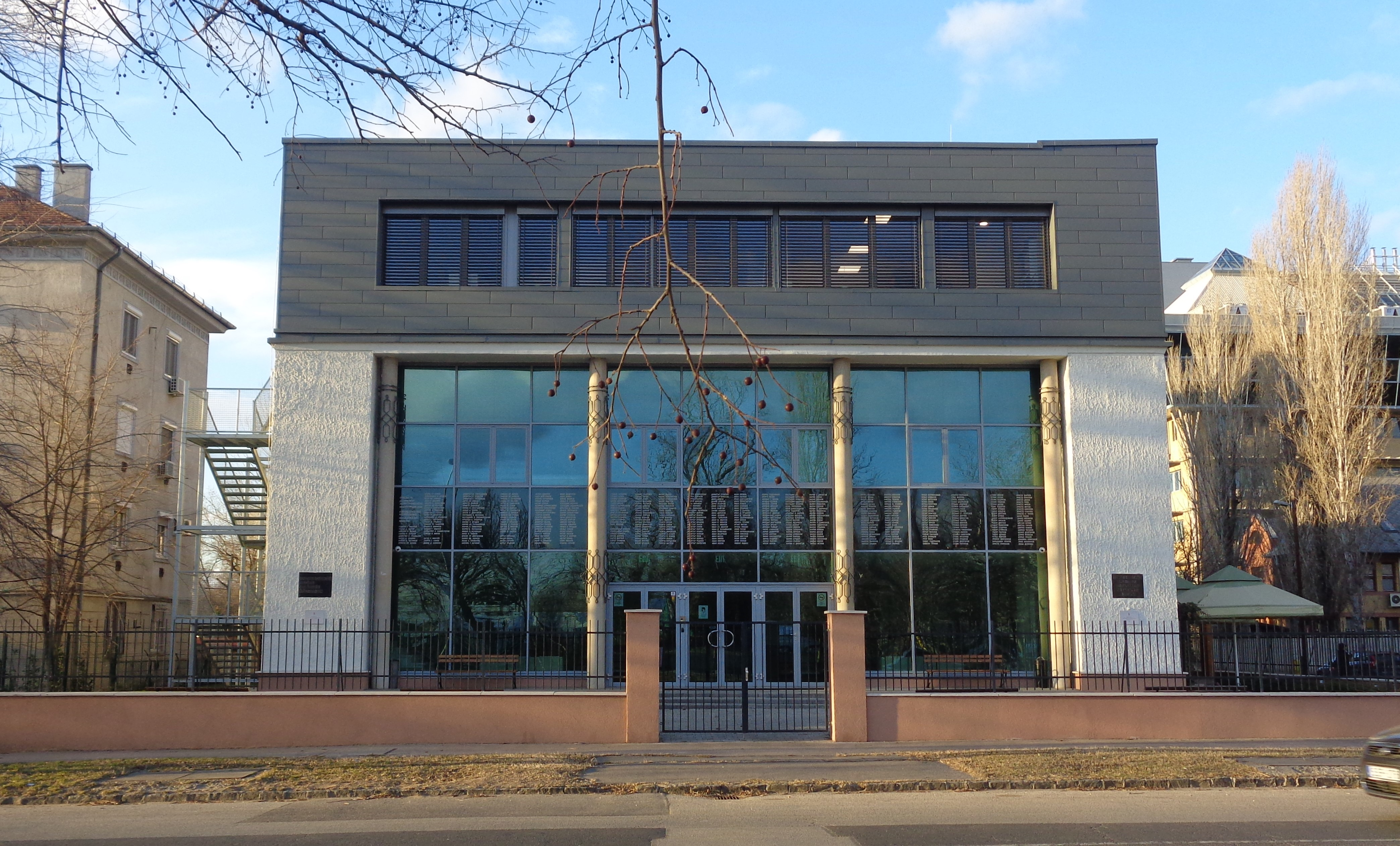
A modern stílusú Bolgár kultúrház szocreál oszlopokkal (Budapest, Vágóhíd u.)

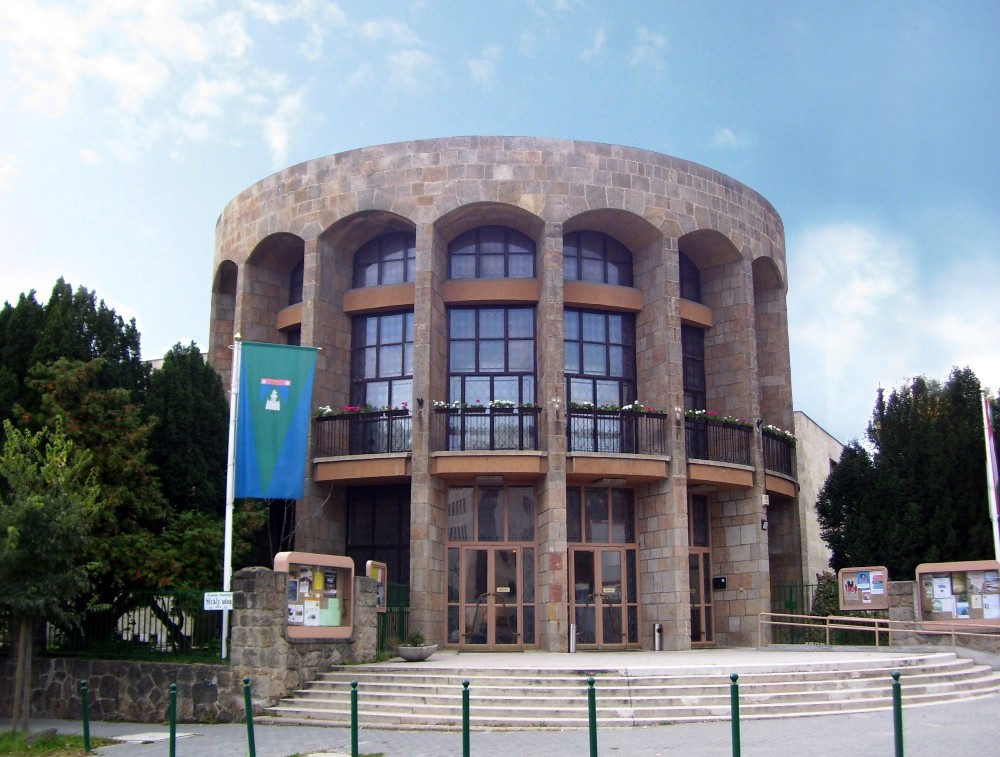
A Magyar Optikai Művek Kultúrháza, Budapest

Előfordult a korszakban modern stílusú épület, amelyen kisebb szocreál díszek (pl. fémkompozíciók) utalnak csak a stílusra (pl. A Magyar Optikai Művek Kultúrháza, 1951, Dávid Károly).
Előfordult olyan is, hogy egy épületegyüttes kiosztásában és volumenében szocreál, részleteiben viszont már modern stílusú.: Zsigmond téri 140 lakásos tömb, Bp., Zsigmond tér 1/a-b. – Frankel Leó u. 53-57. – Harcsa u. 1. – Árpád fejedelem útja 18-19. (Zalaváry Lajos, Oltay Pál, 1957–1958) Csak az oszlopfők utalnak szocreál hatásra a Bolgár Kultúrháznál (1954–1957, Vágóhíd u. 62.). Szintén modern stílusú az Állami Áruház (ma: Újpesti Áruház, István út 10., 1950–1952, Rákos Pál, Kürthy László). A pártázat rajta viszont már szocreál hatást mutat.
Egyedülálló eset volt a budapesti Széchenyi rakpart 7. alatti, világháborúban elpusztult neoreneszánsz bérház helyére épült társasház esete, ahová szinte ugyanolyan, gazdag stukkódíszítéssel ellátott épületről van szó (1952–1953, Boross Zoltán).
Olyanra is akadt példa, hogy szocreál stílusban terveztek meg egy komplexumot, de végül modern stílusban épült fel (Róna utcai lakótelep, 1957, Schömer Ervin).

## Megítélése
A szocreál építészet megítélése erősen vitatott. Míg a 20. század második felében sokan egy hanyatló, a korai-/érett-modern és későmodern építészet közötti alkalmi historizálós visszafejlődési időszakként, „értéket alig felmutató” rövid korszakként tekintettek rá, újabban vannak, akik felfedezik értékeit, és pont a modern sablonosságot utasítják el. A Debreceni Egyetem Építészmérnöki Tanszékének vezetője, Puhl Antal ezt az álláspontot osztja:
„1956 után a házak valóban lecsupaszodtak, kiüresedtek, az elvekből alig maradt valami, holott korábban a szocreál csúcsán rendkívüli arányérzékkel, gazdag díszítéssel és kiváló anyagokkal (kívül kővel és téglával, belül például bronzzal és kovácsolt vassal) dolgoztak az építészek. Ezzel a politika az építészetet ismét beemelte a művészeti ágak közé. Ma, ötven év távlatából jó a szocreál szakmai megítélése.”
A fentieken túl napjainkban már régisége is hozzájárul ahhoz, hogy egyes épületeit ma már védelem alatt állnak.

## Budapesti példák

### I. kerület
| Név                                   | Cím                      | Építési ideje | Tervező                                | Kép |
| ------------------------------------- | ------------------------ | ------------- | -------------------------------------- | --- |
| az Államvédelmi Hatóság lakóházai     | Bp., Attila út 57-61.    | 1952–1953     | Németh Pál                             |     |
| Kohóipari Tervező Intézet             | Bp., Krisztina körút 55. | 1951–1954     | Németh Pál                             |     |
| a Középülettervező Vállalat Irodaháza | Bp., Dísz tér 4-5.       | 1950–1953     | Kismarty-Lechner Kamill, Meczner Lajos |     |

### II. kerület
| Név                                                                   | Cím                     | Építési ideje | Tervező                          | Kép |
| --------------------------------------------------------------------- | ----------------------- | ------------- | -------------------------------- | --- |
| Pannónia Filmstúdió a Szinkron Műteremmel                             | Bp., Hüvösvölgyi út 64. | 1953–1954     | Gádoros Lajos, Mühlbacher István |     |
| II. Kerületi Pártház (ma: Budapest II. kerület Polgármesteri Hivatal) | Bp., Mechwart tér 1.    | 1951–1952     | Körner József                    |     |

### III. kerület
| Név                                                              | Cím                                                  | Építési ideje | Tervező                                 | Kép |
| ---------------------------------------------------------------- | ---------------------------------------------------- | ------------- | --------------------------------------- | --- |
| 104 lakásos társasház                                            | Bp., Velence u. 1-3. - Vihar u. 2-4. - Hunor u. 2-8. | 1955–1956     | tervező nem ismert                      |     |
| 36 lakásos társasház és a Magyar Dolgozók Pártja óbudai székháza | Bp., Szentendrei út 3-7.                             | 1954–1956     | Körner József                           |     |
| lakóházak és Táborvárosi Múzeum                                  | Bp., Pacsirtamező u. 61-67.                          | 1950–1952     | Kiss Ferenc, Körner József, Pfannl Egon |     |

### IV. kerület
| Név                                                          | Cím                          | Építési ideje | Tervező                     | Kép |
| ------------------------------------------------------------ | ---------------------------- | ------------- | --------------------------- | --- |
| 120 lakásos Magyar-Szovjet Hajózási Rt. ötemeletes lakóházai | Bp., Árpád út 7-13. és 8-12. | 1952–1955     | Henk Vilmos és Vidos Zoltán |     |

### V. kerület
| Név                                 | Cím                                                                            | Építési ideje | Tervező      | Kép |
| ----------------------------------- | ------------------------------------------------------------------------------ | ------------- | ------------ | --- |
| az FVKV Curia utcai áramátalakítója | Bp., Curia u. 3.                                                               | 1953–1955     | Vass Dénes   |     |
| 240 lakásos lakótömb és kultúrterem | Bp. Honvéd u. 27. / Balaton u. 15-19. / Szemere u. 16-18. / Honvéd tér 10/a-b. | 1952–1953     | Zöldy Emil   |     |
| 42 lakásos társasház                | Bp., Balaton u. 18.                                                            | 1954          | Fodor László |     |

### VI. kerület
| Név                      | Cím                                         | Építési ideje | Tervező                     | Kép |
| ------------------------ | ------------------------------------------- | ------------- | --------------------------- | --- |
| két 18 lakásos társasház | Bp., Délibáb u. 18/b-c. / Rippl-Rónai u. 6. | 1953–1954     | Kiss Zoltán                 |     |
| lakóház                  | Bp., Benczúr u. 19. és 23.                  |               | Henk Vilmos és Vidos Zoltán |     |

### VII. kerület
| Név            | Cím                     | Építési ideje | Tervező                                   | Kép |
| -------------- | ----------------------- | ------------- | ----------------------------------------- | --- |
| Madách Színház | Bp., Erzsébet körút 31. | 1954–1961     | Kaufmann Oszkár, Fábry Ottó és Mináry Pál |     |

### VIII. kerület
| Név                                                             | Cím                                              | Építési ideje | Tervező                    | Kép |
| --------------------------------------------------------------- | ------------------------------------------------ | ------------- | -------------------------- | --- |
| Ganz Vagongyári irodaépülete                                    | Bp., Könyves Kálmán körút-Vajda Péter utca sarok | 1951–1954     | Palcsik Sándor, Virágh Pál |     |
| Munkásmozgalmi Panteon a Fiumei úti sírkertben                  | Bp., Fiumei út 16-18.                            | ?–1959        | Körner József              |     |
| Magyar Dolgozók Pártjának Nagy-budapesti Bizottságának székháza | Bp., János Pál pápa tér 26.                      | 1954–1955     | Vince Pál átépítése        |     |

### X. kerület
| Név                                                                         | Cím                                 | Építési ideje | Tervező          | Kép |
| --------------------------------------------------------------------------- | ----------------------------------- | ------------- | ---------------- | --- |
| Löwy Sándor úttörőház (ma: Kőbányai Gyermek- és Ifjúsági Szabadidő Központ) | Bp., Előd u. 1.                     | 1955–1956     | Kerekes Barnabás |     |
| lakótömb                                                                    | Bp., Körösi Csorna Sándor út 43-51. | 1953–1956     | Boross Zoltán    |     |
| lakótömb                                                                    | Bp., Üllői út 134-138.              | 1955-től      | Zöldy Emil       |     |

### XI. kerület
| Név                                                            | Cím                          | Építési ideje | Tervező                               | Kép |
| -------------------------------------------------------------- | ---------------------------- | ------------- | ------------------------------------- | --- |
| MÁV Budapesti Vasútépítő Üzemi Vállalat                        | Bp., Hunyadi János út 12-14. | 1953          | Reischl Antal, Vadász Mihály          |     |
| Köbölkút utcai iskola (ma: Újbudai Ádám Jenő Általános Iskola) | Bp., Köbölkút u. 27.         | 1953          | Gábriel Mihály                        |     |
| Budapesti Műszaki Egyetem "R", "T", "H" épületegyüttes         | Bp., Egri József u. 1.       | 1951–1955     | id. Rimanóczy Gyula, Kleineisel János |     |
| BME "V" épület                                                 | Bp. Egry József u. 18.       | 1953–1960     | Pretsch János                         |     |
| Honvédségi Légiirányítási Központ                              | Bp., Schweidel u. 2-4.       | 1950 k.       | tervező nem ismert                    |     |
| az Építésügyi Minisztérium lakótelepe                          | Bp., Villányi út             |               | Malomsoky József, Solta Ádám          |     |
| Budapesti Műszaki Egyetem Építészkollégium                     | Bp., Bercsényi u. 28-30.     | 1953          | Boross Zoltán, Biczó Katalin          |     |

### XII. kerület
| Név                                                       | Cím                              | Építési ideje | Tervező                                                   | Kép                                                       |
| --------------------------------------------------------- | -------------------------------- | ------------- | --------------------------------------------------------- | --------------------------------------------------------- |
| Népművelési Gimnázium (ma: Moholy-Nagy Művészeti Egyetem) | Bp., Zugligeti út 9.             | 1954          | Farkasdy Zoltán, Limpek Jolán, Mináry Olga, Mészáros Géza | Budapest, Népművelési Gimnázium (ma: Moholy-Nagy Egyetem) |
| Csillebérci Úttörő Köztársaság táborparancsnokság         | Bp., Konkoly-Thege Miklós út 21. | 1950-es évek  | BUVÁTI                                                    |                                                           |

### XIII. kerület
| Név                                                         | Cím                                                      | Építési ideje | Tervező | Kép |
| ----------------------------------------------------------- | -------------------------------------------------------- | ------------- | --- | --- |
| József Attila téri lakótelep                                | Bp., József Attila tér 1-3. és 6-8.                      | 1954–1955     | Tóth István |     |
| Ganz Hajógyár igazgatósági épület                           | Bp. Váci út 184.                                         | 1954          | id. Módos Ferenc |     |
| Thälmann utcai / Fiastyúk utcai 2500 fős lakótömb egy része | Bp., Tahi u. 22-22. és 50-62., 70-76. / Béke u. 100-106. | 1953–1958     | Boross Zoltán, Gábriel Mihály, Gáspár Tibor, Hegedűs Béla, Henk Vilmos, Jankó Kálmán, Papp Dezső, S. Nagy László, Vidos Zoltán |     |
| Béke úti lakótelep II., 250 lakásos egysége                 | Bp., Béke út                                             | 1953          | Tarján László, S. Nagy László                                                                                                  |     |
| lakótömb                                                    | Bp., Róbert Károly körút 39-41.                          | 1953–1954     | Zöldy Emil és Jäger László |     |
| garázsépület                                                | Bp., Szabolcs u.                                         |               | Nyíri István, Bandi Ferenc |     |
| pártgarázsépület                                            | Bp., Pannónia u.                                         | 1953 körül    | Gergely István |     |
| pártgarázsépület                                            | Bp., Kárpát u.                                           | 1953 körül    | Gergely István |     |

### XIV. kerület
| Név                                                                                             | Cím                                                                             | Építési ideje            | Tervező                                                                | Kép |
| ----------------------------------------------------------------------------------------------- | ------------------------------------------------------------------------------- | ------------------------ | ---------------------------------------------------------------------- | --- |
| MÁV kórház éjjeli szanatóriuma                                                                  | Bp., Jávor u. 9/b-c.                                                            | 1955–1956                | Strohmayer Ferenc                                                      |     |
| „kockaépületek” / „Erzsébet királyné úti lakótelep”                                             | Bp., Erzsébet királyné útja / Uzsoki út / Laky Adolf u.                         |                          | Dúl Dezső                                                              |     |
| Fővárosi Kefe- és Seprűgyártó Vállalat                                                          | Bp., Laky Adolf u. 41-49.                                                       | 1954–1955                | BUVÁTI                                                                 |     |
| Mogyoródi úti Általános Iskola (ma: Hunyadi János Általános Iskola)                             | Bp., Bagolyvár u. 12.                                                           | 1954–1956                | BUVÁTI                                                                 |     |
| Népstadion, különösen a toronyépület, illetve benne a díszpáholy és az öltöző belső kialakítása | Bp., Istvánmezei út 3-5.                                                        | 1953                     | id. Rimanóczy Gyula, Borosnyay Pál                                     |     |
| Népstadion metróállomás 2 felszíni csarnok – átalakítva, kupolái elbontva                       | Bp., Kerepesi út                                                                | 1950-től több részletben | Murányi Sándor                                                         |     |
| Nagy Lajos király úti lakótelep                                                                 | Bp., Nagy Lajos király útja / Bagolyvár u. / Mogyoródi út / Fogarasi út         | 1953–1960                | Vidos Zoltán, Henk Vilmos                                              |     |
| lakótömb                                                                                        | Bp., Hungária körút 98-108.                                                     | 1954–1955                | Zöldy Emil                                                             |     |
| Kerepesi úti lakótelep                                                                          | Bp., Kerepesi út / Róna u. / Bánki Donát u. / Bolgárkertész u. / Örs vezér tere | 1955–1960                | Heim Ernő, Brenner János, Fülep Sándor, Legány Zoltán és Schmidt Lajos |     |

### XVI. kerület
| Név                                                                                 | Cím                          | Építési ideje | Tervező                                    | Kép |
| ----------------------------------------------------------------------------------- | ---------------------------- | ------------- | ------------------------------------------ | --- |
| II. Rákóczi Ferenc Katonai Középiskola (ma: Budapest Gazdasági Egyetem)             | Bp., Diósy Lajos u. 22-24.   | 1954–1955     | Wágner László, Fodor László, Mészáros Géza |     |
| Ikarus Művelődési Ház (ma: Palace Ikarus)                                           | Bp., Margit u. 114.          | 1952–1954     | Winkler Oszkár                             |     |
| a Mátyásföldi II. Rákóczi Ferenc katonai középiskola (ma: Külkereskedelmi Főiskola) | Bp., Diósy Lajos utca 22-24. | 1952-től      | Fodor László, Wagner László                |     |
| a Mátyásföldi szovjet tiszti kaszinó                                                | Bp., Diósy Lajos utca        | 1954 k.       |                                            |     |

### XX. kerület
| Név                                                          | Cím                                                                | Építési ideje | Tervező                                                                                   | Kép |
| ------------------------------------------------------------ | ------------------------------------------------------------------ | ------------- | ----------------------------------------------------------------------------------------- | --- |
| Gubacsi hídfői lakótelep                                     | Bp., Csepeli átjáró / Serény u. / Közműhelytelep u. / Vízisport u. | 1953–1957     | Brenner Jánosné, Cserba Dezső, Fokasz Teodoziusz, Molnár Péter, Pintér Béla, Tamás Dezső) |     |
| Állami Általános Iskola (ma: Gyulai István Általános Iskola) | Bp., Mártírok útja 205.                                            | 1952–1953     | Tárnok Vilmos                                                                             |     |

### XXI. kerület
| Név | Cím                         | Építési ideje | Tervező                                   | Kép |
| --- | --------------------------- | ------------- | ----------------------------------------- | --- |
| Csepel Művek munkásszálló                                                                                               | Bp., Központi út 55.        | 1954–1955     | tervező nem ismert                        |     |
| Csepel Művek irodaház                                                                                                   | Bp., Varrógépgyár u. 1.     |               | tervező nem ismert                        |     |
| Csepeli rendőrség | Bp., Szent Imre tér 23.     | 1952–1953     | Szrogh György                             |     |
| Jedlik Ányos Gimnázium                                                                                                  | Bp., Táncsics Mihály u. 92. | 1951–1952     | tervező nem ismert                        |     |
| Csepeli Munkásszálló | Bp., Kossuth u. 30-46.      | 1952–1953     | Boross Zoltán, Kosa Zoltán és Pfannl Egon |     |
| Rákosi Mátyás Ipari Technikum (ma: Budapesti Gépészeti Szakképzési Centrum Kossuth Lajos Két Tanítási Nyelvű Technikum) | Bp., Kossuth Lajos u. 12.   | 1952          | tervező nem ismert                        |     |

### Egyéb
Szocreál stílusú átépítés:
- Középülettervező Vállalat Irodaháza, Budapest, Dísz tér 4-5. (1950–1953, Kismarty-Lechner Kamill és Meczner Lajos) – barokk és szecessziós elemek eltüntetése a világháborúban megsérült homlokzatról.[3]

Meg nem valósult szocreál tervek:
- Budapest–lágymányosi lakótelep rendezési terve is (1950-es évek eleje, Nyíri István, Hagy Béla Zoltán, Bandi Ferenc, Ránki József, Zábrák Róza)[32]
- Kelenföld vasútállomás új állomásépület terve (1950-es évek eleje, Nyíri István és Nagy B. Zoltán)[96]
- szocreál stílusú toronyházak Budapest több pontján[97]

## Vidéki példák
| Név                                                           | Cím                                    | Építési ideje | Tervező                          | Kép |
| ------------------------------------------------------------- | -------------------------------------- | ------------- | -------------------------------- | --- |
| Székesfehérvár vasútállomás felvételi épület                  | Székesfehérvár, Béke tér               | 1952          | Kelemen László                   |     |
| Hatvan vasútállomás felvételi épület                          | Hatvan, Boldogi út                     | 1955          | Nagy Béla Zoltán és Félix Vilmos |     |
| Győr vasútállomás felvételi épület                            | Győr, Révay Miklós u.                  | 1953–1958     | Dianóczky János és Éhn József    |     |
| Ipari Tanulók Iskolája                                        | Győr, Mártírok u.                      | 1950–1953     | Rimanóczy Gyula                  |     |
| Dunai Vasmű bejárati épület                                   | Dunaújváros, Vasmű tér                 |               |                                  |     |
| házsor                                                        | Dunaújváros, Vasmű út                  |               |                                  |     |
| házsor                                                        | Dunaújváros, Kodály Zoltán utca        |               |                                  |     |
| házsor                                                        | Dunaújváros, Kossuth Lajos utca        |               |                                  |     |
| iskola                                                        | Dunaújváros, Vasmű út                  |               |                                  |     |
| rendelőintézet                                                | Dunaújváros, Vasmű út 10.              |               |                                  |     |
| Parancsnokság, később Vörös Október Ruhagyár                  | Dunaújváros, Kikötő                    |               |                                  |     |
| Kerpely Antal Kohászati Technikum (ma: Dunaújvárosi Egyetem)  | Dunaújváros, Táncsics Mihály utca 1/a. | 1955          |                                  |     |
| Művelődési ház (ma: Bartók Kamaraszínház)                     | Dunaújváros, Bartók tér 1.             | 1953          | Baranyai Ferenc                  |     |
| lakóházakat összekötő üzletsor                                | Dunaújváros, Szórád Márton út          | 1953          | Krizka György                    |     |
| MSZMP megyei pártbizottsága székháza (ma: Herman Ottó Múzeum) | Miskolc, Görgey u. 28.                 | 1952          | Vincze Pál                       |     |
| Tiszalöki vízerőmű                                            | Tiszalök                               | 1954–1959     |                                  |     |
| irodaház                                                      | Nyíregyháza                            |               |                                  |     |
| lakóház a városközpontban                                     | Orosháza                               |               |                                  |     |
| lakóház                                                       | Szeged, Attila u.                      |               |                                  |     |
| református templom                                            | Balatonalmádi, Baross Gábor u. 24.     | 1956          |                                  |     |
| tűzoltólaktanya                                               | Szombathely                            | 1951–1953     |                                  |     |
| határőrlaktanya                                               | Szombathely, Söptei út                 | 1951–1953     |                                  |     |
| Inotai hőerőmű                                                | Inota                                  | 1950–1954     |                                  |     |
| Állami Gazdaság                                               | Balatonvilágos                         | 1955 k.       |                                  |     |
| lakóház                                                       | Debrecen, Csapó utca 5-13.             |               |                                  |     |
| Ady Endre Gimnázium                                           | Debrecen, Liszt Ferenc u. 1.           |               |                                  |     |

A fentieken túl épültek még szocreál stílusú ipari épületek Kazincbarcikán, Ózdon, Miskolc-Diósgyőrben, és Várpalotán is.

## Szoborépítmények

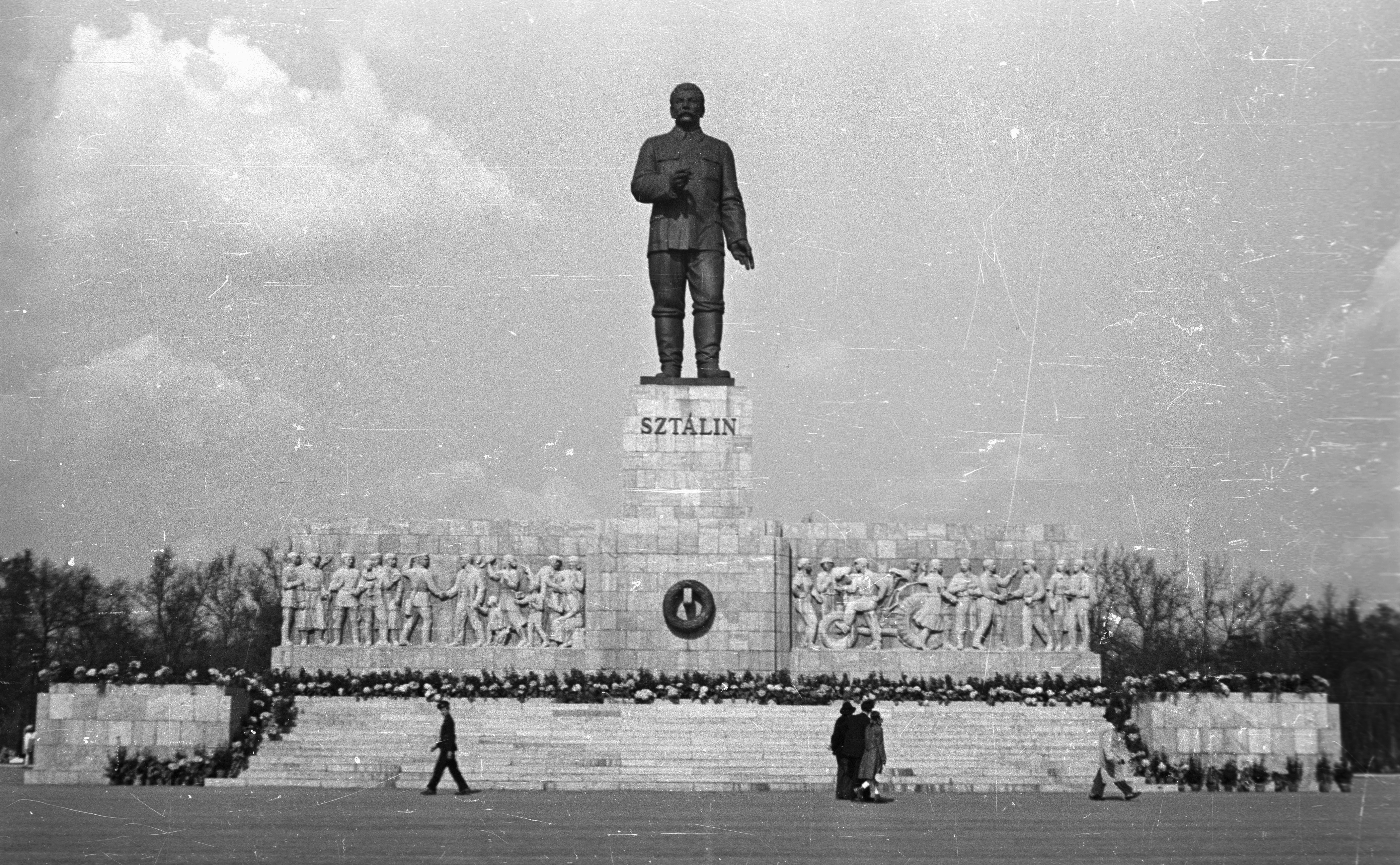
Sztálin-szobor és dísztribün, Budapest, Városliget

A szocreál építészethez tartoznak az 1950-es évek nagy méretű, emlékműszerű, (lefedetlen) szoborépítményei is. Ilyen volt pl. a Sztálin-szobor és dísztribün (Városligetnél), Lenin szobra (Városligetnél) vagy az Osztjapenko-szobor (az M7-es autópálya bevezető szakaszánál).
Monumentális és historizáló hatást keltenek a szovjet hősi emlékművek is, ezekből azonban több közvetlenül a második világháború vége (1945) után már elkészült. Pl.:
- Szovjet hősi emlékmű, Budapest, Szabadság tér[112]
- Szovjet hősi emlékmű, Budapest, Fiumei úti sírkert[113]
- Szovjet hősi emlékmű, Budapest, Új köztemető[114]
- Szovjet hősi emlékmű, Budapest, Szent Gellért tér[115]
- Szovjet hősi emlékmű, Kecskemét[116]
- Szovjet repülősök emlékműve, Budapest, Vigadó tér[117]
- Szovjet repülősök emlékműve, Debrecen, Petőfi tér[118]
- Szovjet katonai temető emlékmű, Polgárdi[119]

### Könyvek
- (szerk.) Szendrői Jenő és társai: Magyar építészet 1945–1955, Képzőművészeti Kiadó, Budapest, 1955
- Merényi Ferenc: A magyar építészet 1867–1967, Műszaki Könyvkiadó, Budapest, 1970
- Jékely Zsolt – Sódor Alajos: Budapest építészete a XX. században, Műszaki Könyvkiadó, Budapest, 1980, ISBN 963-10-3324-4
- Kubinszky Mihály – Gombár György: Vasútállomások Magyarországon. Épületek 1846–1988, Idegenforgalmi Propaganda és Kiadó Vállalat, Budapest, 1989, ISBN 963-316-267-X
- (szerk.) Hajdú Virág – Fehérvári Zoltán: Modern és szocreál – Építészet és tervezés Magyarországon 1945–1959, Magyar Építészeti Múzeum, Budapest, 2006, ISBN 978-963-06-1557-0
- Prakfalvi Endre – Szücs György: A szocreál Magyarországon, Corvina Kiadó, Budapest, 2010, ISBN 9789631359480
- Vámossy Ferenc: A 20. század magyar építészete 1902–2002 1. Örökségünk értékei / 1902–1956 Válságos évtizedek, Tarsoly Kiadó, Budapest, 2016, ISBN 978-963-9570-78-8
- (szerk.) Ritoók Pál: Magyar építészet 3. – A Szépítő Bizottmánytól napjainkig, Kossuth Kiadó, 2017, ISBN 9789630988520
- Haba Péter: Magyar ipari építészet 1945–1970, TERC Kft., Budapest, 2019, ISBN 9786155445637
- Prakfalvi Endre: Építészet és szocializmus, Holnap Kiadó, Budapest, 2022, ISBN 9789633493816
- Hartmann Gergely: Salgótarján modern építészete 1945–1990, Kedves László Könyvműhelye, Budapest, 2022, ISBN 9786158219105

### Honlapok
- A Csepel Művek mint kulturális örökség (24.hu, 2006. szept. 12.)
- Szocreál Budapest (epiteszforum.hu, 2006. szept. 15.)
- Debrecen újragondolja a kommunizmust (24.hu, 2008. jún. 13.)
- Szocreál erotika (24.hu, 2010. nov. 10.)
- Békés Márton: Szocreál (magyarnemzet.hu, 2010. dec. 13.)
- 1945 után is születtek értékes épületek a megyeszékhelyen (delmagyar.hu, 2022. febr. 5.)
- Szocreál tanösvény (intercisamuzeum.hu, 2022. dec. 5.)
- Fördős Zsanett: Lehet, hogy szocreál, mégis kedvesebb a panelnél – A Kerepesi úti lakótelep (welovebudapest.com, 2023. márc. 25.)
- Szocreál építészeti stílus (virusnaplo.hu, 2023. máj. 21.)
- Legát Tibor: Kupola nélkül – Kultúra és képzőművészet a 70 éves székesfehérvári vasútállomáson (magazin.mavcsoport.hu, 2024. jan. 17.)
- Engedyné Juhász Veronika: Szocreál vagy szocmodern? – Három fővárosi helyi védelem alatt álló ingatlan II. világháború utáni története (epiteszforum.hu, 2024. márc. 15.)
- Szocreál épületek Debrecenben (dehir.hu)